# 1962 en sport automobile
Chronologie du Sport automobile
1961 en sport automobile - 1962 en sport automobile - 1963 en sport automobile

## Les faits marquants de l'année1962enSport automobile
- Graham Hill remporte le Championnat du monde de Formule 1 au volant d'une BRM.
- Joe Weatherly remporte le championnat de la série NASCAR avec un montant total de 56 110 $ (USD).

## Par mois

### Avril
- 1er avril : Rex White remporte la course Richmond 250 en NASCAR Grand National.
- 23 avril : disputant sur le circuit de Goodwood, l'un de ses tracés favoris, le Glover Trophy, au volant d'une Lotus 18 privée, Stirling Moss, qui avait dominé le début de l'épreuve avant d'être retardé par des ennuis mécaniques, est victime d'un grave accident, lorsque, revenu en course et s'apprêtant à se dédoubler du leader Graham Hill, il tira tout droit à l'entrée du virage de St-Mary, allant s'écraser à haute vitesse contre le talus. Relevé inconscient, il passera plusieurs semaines à l'hôpital avant de mettre un terme à sa carrière un an plus tard en raison des séquelles de l'accident.

### Mai
- 20 mai (Formule 1) : Grand Prix automobile des Pays-Bas.
- 30 mai : 500 miles d'Indianapolis

### Juin
- 3 juin (Formule 1) : l’Écossais Jim Clark obtient — au volant de sa Lotus-Climax — la première pole position de sa carrière en Formule 1, à l’occasion de son 16e Grand Prix, lors du Grand Prix de Monaco, sur le circuit en ville de la principauté.
- 17 juin : le pilote écossais Jim Clark remporte sa première victoire dans le championnat du monde de Formule 1 — lors de son 17e Grand Prix — au Grand Prix de Belgique, sur le Circuit de Spa-Francorchamps.
- 23 juin : départ de la trentième édition des 24 Heures du Mans.
- 24 juin : victoire de Olivier Gendebien et Phil Hill aux 24 Heures du Mans.

### Juillet
- 8 juillet (Formule 1) : Grand Prix automobile de France.
- 21 juillet (Formule 1) : Grand Prix automobile de Grande-Bretagne.

### Août
- 5 août (Formule 1) : Grand Prix automobile d'Allemagne.
- 25-26 août : Grand Prix du Danemark (Hors Championnat)

### Septembre
- 16 septembre (Formule 1) : Grand Prix automobile d'Italie.

### Octobre
- 7 octobre (Formule 1) : Grand Prix automobile des États-Unis.

### Novembre
- 4 novembre : Grand Prix du Mexique (Hors Championnat)

### Décembre
- 29 décembre (Formule 1) : Grand Prix automobile d'Afrique du Sud.

## Naissances
- 12 janvier :  Emanuele Pirro, pilote automobile italien.
- 7 avril : Franco Scapini, pilote automobile italien.
- 2 mars : Gabriele Tarquini, pilote automobile italien.
- 16 mars : Franck Fréon, pilote automobile français.
- 12 avril : Carlos Sainz, pilote automobile (rallye) espagnol.
- 19 avril : Al Unser Jr, pilote automobile américain, vainqueur des 500 Miles d'Indianapolis en 1992 et 1994, vainqueur du Championnat Cart en 1990 et 1994.
- 13 mai : Klever Kolberg, pilote  brésilien de rallye-raid.

- 25 mai :  Jean-Paul Chiaroni, copilote de rallye français.
- 12 juin : Brad Leighton, pilote automobile de NASCAR.
- 13 juin : Davey Hamilton, pilote automobile américain qui évolue en IndyCar Series.
- 24 juillet : Johnny O'Connell, pilote automobile américain.
- 2 août : Eric Geboers, pilote belge de motocross.
- 24 août : Don Thomson, Jr., pilote automobile de stock-car.
- 25 août : Franz Tschager, pilote automobile de courses de côte italien.
- 30 août : François Delecour, pilote automobile (rallye) français.
- 6 septembre : Jeff Green, pilote américain.
- 5 octobre : Michael Andretti, pilote automobile américain.
- 22 octobre : Manuel Rodrigues, pilote automobile français.
- 21 novembre : Cathy Muller, pilote automobile française.
- 10 décembre : Jouko Puhakka, pilote automobile finlandais de rallyes.

## Décès
- 25 avril : Fred Frame, pilote automobile américain. (° 3 juin 1894).
- 2 juin : Dennis Taylor, pilote automobile anglais. (° 12 juin 1921).
- 7 août :  Carl-Otto Bremer, pilote de rallyes et sur circuits finlandais (° 4 juillet 1933).
- 19 août : Jean Lucienbonnet, coureur automobile français, (° 7 janvier 1923).

- 1er novembre : Ricardo Rodriguez (20 ans), pilote mexicain de Formule 1. (° 14 février 1942).